# Valide sultan
Valide sultan (en turco otomano: والده سلطان‎: والده سلطان), en español madre sultana o sultana madre, era el título ostentado por la «madre legal» del sultán del Imperio otomano. El título fue llevado por primera vez en el siglo XVI por Ayşe Hafsa Sultan, consorte de Selim I y madre de Suleiman el Magnífico, sustituyendo el título anterior de Valide Hatun (‘Reina o Dama Madre ’). Normalmente, este título fue ostentado por la madre viviente de un sultán reinante. A las madres que murieron antes del ascenso de sus hijos al trono nunca se les confirió el título de valide sultan, a menos que la anterior valide no estuviera viva, en el caso de Hatice Muazzez Sultan fue la única mujer en tener el título estando muerta dado por su hijo Ahmed II. En casos especiales, había abuelas, madrastras y hasta hermanas de un sultán que llevaron el título de valide sultan.

## Término
La palabra valide (والده) literalmente significa "madre" en turco otomano. La pronunciación turca de la palabra valide es [vaː.liˈde].

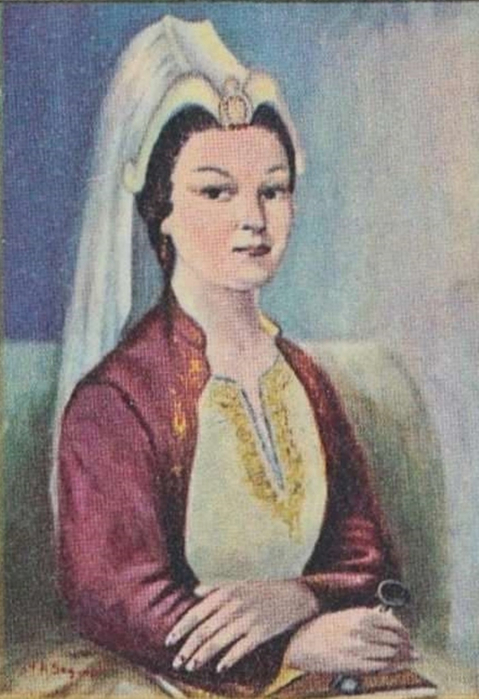
Ayşe Hafsa Sultan, madre de Solimán el Mágnifico y primera mujer eslava en ostentar el título de manera no oficial.

Sultán (سلطان) es una palabra árabe que originalmente significaba "autoridad" o "dominio". A inicios del siglo XVI, este título, llevado por ambos, hombres y mujeres, de la dinastía otomana, fue reemplazando otros títulos por los cuales los miembros prominentes de la familia imperial habían sido conocidos (notablemente hatun para mujeres y bey para hombres). Consiguientemente, el título valide hatun (título para la madre viviente del sultán reinante antes del siglo XVI) pasó a convertirse en valide sultan. Este uso subraya la concepción otomana del poder soberano como prerrogativa familiar.
Tradicionalmente se le conoce al gobernante otomano como "sultán", pero los propios otomanos utilizaban el término "padişah" (emperador) o "hünkar" para referirse a su gobernante. El título formal del emperador constaba de la palabra "sultán" junto con "khan" (por ejemplo, Sultán Suleiman Khan). De manera formal, los hijos del sultán eran también titulados "sultán", con los príncipes imperiales (şehzade) llevando el título antes de su nombre y las princesas imperiales llevándolo después de su nombre, por ejemplo, Şehzade Sultan Mehmed y Mihrimah Sultan, hijo e hija de Suleiman el Magnífico. Como princesas imperiales, la madre viviente y la principal consorte del sultán también llevaron el título después de su nombre, por ejemplo, Ayşe Hafsa Sultan, madre de Suleiman y primera valide sultan, y Hürrem Sultan, consorte principal de Suleiman y primera haseki sultan. La evolución del uso de este título reflejó los cambios de poder entre las mujeres imperiales, especialmente durante el "Sultanato de las Mujeres"; como la posición de consorte principal fue erradicada en el transcurso del siglo XVII, la consorte principal perdió el título "sultan", el cual fue reemplazado por "kadin", un título relacionado con el anterior de "khatun". De ahí en adelante, la madre del sultán reinante será la única persona de sangre no imperial en llevar el título de "sultan".
El título valide se llevaba antes o después del nombre dado. Según un sitio web genealógico, la manera formal de dirigirse a una valide es Devletlû İsmetlu (nombre dado) Vâlide Sultân Aliyyetü'ş-Şân Hazretleri. Muchos occidentales a menudo traducían su título oficial, sultán, por un título femenino que nunca existío oficialmente en la realeza otomana: sultana, posiblemente para diferenciarla del gobernante otomano y otros miembros varones de la dinastía otomana.

## Título y función

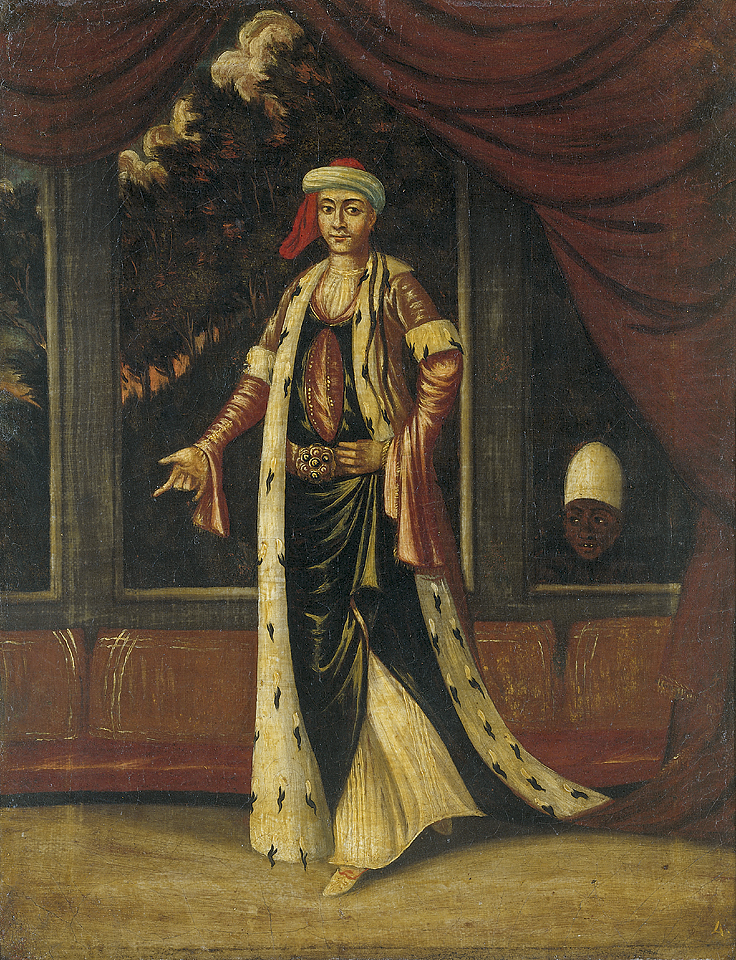
Retrato de la madre sultán. A la derecha, la cabeza de un eunuco negro del harén. Parte de una serie de pinturas con temas turcos desde Turquía a los Países Bajos realizadas por el embajador Cornelis Calkoen y su primo Nicholas en 1817, presentadas al Consejo Ejecutivo del Comercio de Levant Schenardi en Ámsterdam

Valide sultan era quizás la posición más importante en el Imperio otomano después del sultán mismo. Como la madre del sultán, por tradición islámica («derecho de madre es derecho de Dios»), la valide sultan podía llegar a tener una influencia significativa en los asuntos del imperio. Tenía gran poder e influencia en la corte y era la líder visible del harén aunque tenía sus propias habitaciones (siempre adyacentes a las de su hijo) y personal del estado. Tradicionalmente la valide sultan también tenía acceso a considerables recursos económicos y a menudo financiaba importantes proyectos arquitectónicos. En particular durante el siglo XVII, en el periodo conocido como el «Sultanato de las mujeres», una serie de soberanos incompetentes o niños sultanes elevaron el papel de las valide sultan a nuevas alturas.
Las valides sultan más poderosas y famosas en la historia del Imperio otomano fueron 
Nurbanu Sultan, Safiye Sultan, Handan Sultan, Halime Sultan, Kösem Sultan y Turhan Hatice Sultan. Mientras que otras menos influyentes fueron Ayşe Hafsa Sultan, Mahfiruz Hatice Sultan, Hatice Muazzez Sultan, Saliha Dilaşub Sultan y Emetullah Rabia Gülnuş Sultan.
La mayoría de las mujeres del harén otomano eran esclavas (llamadas odaliscas) que no estaban formalmente casadas con los sultanes y se dedicaban a servir a las esposas e hijos del soberano. Si este se fijaba en una y llegaba a concebir un hijo con esta, pasaba a convertirse en «esposa» secundaria o concubina pues sus niños eran considerados plenamente legítimos bajo la ley islámica si eran reconocidos por el padre. Las favoritas actuaban como esposas principales, siendo habitualmente dos o tres, pues siguiendo la tradición islámica el soberano podía tener hasta cuatro esposas y un número ilimitado de concubinas. Así, todos los hijos varones eran sultanes en potencia, aunque la ley dictaba que al trono accediera el mayor, con lo que durante varios siglos madres ambiciosas desataron entre sí peligrosas intrigas donde rivales y primogénitos solían perecer prematuramente víctimas de accidentes o misteriosas enfermedades, como escribe la autora turca Kenizé Mourad, hija de la princesa Selma y bisnieta del sultán otomano, Murad V.

## Lista de Valide Sultan del Imperio Otomano
| Retrato                                  | Nombre                                          | Origen                                 | Se volvió Valide | Dejó de ser Valide | Nacimiento                                                      | Muerte 1208                                                                                 | Cónyuge           | Hijo en el trono          |
| ---------------------------------------- | ----------------------------------------------- | -------------------------------------- | --- | --- | --------------------------------------------------------------- | ------------------------------------------------------------------------------------------- | ----------------- | ------------------------- |
|                                          | Khālîma o Halime Hatun                          | Posiblemente Turco seljucida           | no existente en aquella época | no existente en aquella época | ¿1205?, Konya                                                   | c.1282, Söğüt                                                                               | Ertuğrul Gazi Bey | Osmán I Bey               |
|                                          | Mal Hatun o Malhun Hatun                        | Desconocido, posiblemente turcomana    | Valide Hatun, fecha desconocida | desconocido | 1268, Anatolia                                                  | c. 1326, Söğüt                                                                              | Osmán I Bey       | Orhan I Bey               |
|                                          | Valide Nilüfer Hatun                            | Bizantino                              | Segunda Valide Hatun c.1362 | c.1383 | c.1283, Bilecik, Imperio bizantino                              | c.1383, Bursa, Imperio Otomano                                                              | Orhan I Bey       | Murad I                   |
|                                          | Gül-Çiçek Hatun                                 | Bitinio Griego                         | se desconoce si obtuvo el título de Valide | se desconoce si obtuvo el título de Valide | c.1335, Bitinia                                                 | desconocida                                                                                 | Murad I           | Bayezid I                 |
|                                          | Vâlide Devlet Hatun                             | Desconocido                            | 5 de julio de 1413 | enero de 1414 | c.1361                                                          | 24 de enero de 1414, Bursa                                                                  | Bayezid I         | Mehmed I                  |
|                                          | Valide Emine Şehzade Hatun                      | Turco Dulkadir                         | 1421 | agosto de 1444 | Elbistan, c.1389                                                | c.1449                                                                                      | Mehmed I          | Murad II                  |
|                                          | Valide Hadice Âlime Hümâ Hatun                  | Italiano, Greco-Macedonio o Albanés    | agosto de 1444 | septiembre de 1446 | c.1410, Grecia o Macedonia                                      | 1449, Bursa, Imperio Otomano                                                                | Murad II          | Mehmed II                 |
|                                          | Valide Emine Şehzade Hatun                      | Turco Dulkadir                         | septiembre de 1446 | c.1449 | Elbistan, c.1389                                                | c.1449                                                                                      | Mehmed I          | Murad II                  |
|                                          | Valide Mara Hatun                               | Serbio                                 | 24 de diciembre de 1451 | 3 de mayo de 1481 | c. 1418, Vushtrri, Serbia                                       | 23 de septiembre de 1487, Serres                                                            | Murad II          | Mehmed II (hijo adoptivo) |
|                                          | Valide Emîne Gül-Bahar Hatun                    | Kosovar o Albanés                      | 3 de mayo de 1481 | c.1492 | 1432, Albania o Kosovo                                          | 1492, Estambul                                                                              | Mehmed II         | Bayezid II                |
|                                          | Gül-Bahar Ayşe Hatun                            | Turco Dulkadir                         | Falleció antes de que su hijo Selim I ascendiera al trono en 1512, por lo cual no fue Valide Hatun | Falleció antes de que su hijo Selim I ascendiera al trono en 1512, por lo cual no fue Valide Hatun | 1453, Beylicato de Dulkadir                                     | 1505 o 1510, Estambul, Imperio Otomano                                                      | Bayezid II        | Selim I                   |
|                                          | Ayşe Hafsa Vâlide Sultan                        | Tártaro de Crimea                      | 30 de septiembre de 1520 | 19 de marzo de 1534 | 1470, Crimea                                                    | 19 de marzo de 1534, Palacio Topkapi, Estambul                                              | Selim I           | Süleyman I                |
|                                          | Haseki Hürrem Sultan                            | Rutena                                 | Falleció 8 años antes de que su hijo Selim II ascendiera al trono Otomano en 1566, por lo cual no fue Valide Sultan | Falleció 8 años antes de que su hijo Selim II ascendiera al trono Otomano en 1566, por lo cual no fue Valide Sultan | 1502 o 1504, Rohatyn, Rutenia, Reino de Polonia, actual Ucrania | 15 de abril de 1558, Palacio Topkapi, Estambul, Imperio Otomano                             | Süleyman I        | Selim II                  |
|                                          | Vâlide Afîfe Nûr-Banû Sultan                    | Veneciana                              | 22 de diciembre de 1574 | 7 de diciembre de 1583 | 1525 o 1530, Paros, Cícladas República de Venecia               | 7 de diciembre de 1583, Estambul, Imperio Otomano                                           | Selim II          | Murad III                 |
|                                          | Vâlide Sâfiye Sultân                            | Albanesa                               | 16 de enero de 1595 | 22 de enero de 1604 | 1550, Albania                                                   | 1619, Eski Sarayi, Imperio Otomano                                                          | Murad III         | Mehmed III                |
|                                          | Vâlide Handan Sultân                            | Bosnia                                 | 21 de diciembre de 1603 | 9 de noviembre de 1605 | 1565, Bosnia                                                    | 9 de noviembre de 1605, Palacio de Topkapi, Imperio Otomano                                 | Mehmed III        | Ahmed I                   |
|                                          | Vâlide Hâlime Sultân                            | Abjasio                                | Primer periodo: 22 de noviembre de 1617 | Primer periodo: 26 de febrero de 1618 | 1571, Abjasia                                                   | 1643, Eski Sarayi, Estambul, Imperio Otomano                                                | Mehmed III        | Mustafá I                 |
| Segundo periodo: 10 de mayo de 1622      | Vâlide Hâlime Sultân                            | Abjasio                                | Segundo periodo: 10 de septiembre de 1623 | | 1571, Abjasia                                                   | 1643, Eski Sarayi, Estambul, Imperio Otomano                                                | Mehmed III        | Mustafá I                 |
|                                          | Valide Mâhirûze Hadice Sultan                   | Griego o Caucásico                     | Se desconoce por completo si Mahfiruz asumió el cargo de Valide Sultan, ya que después de 1612 desaparece por completo de los archivos del palacio, llegando a la conclusión de que fue el año en que falleció.                            | Se desconoce por completo si Mahfiruz asumió el cargo de Valide Sultan, ya que después de 1612 desaparece por completo de los archivos del palacio, llegando a la conclusión de que fue el año en que falleció.                            | 1590, Grecia o El Cáucaso                                       | antes de 1620, Imperio Otomano                                                              | Ahmed I           | Osman II                  |
|                                          | Vâlide-i Muazzama Mâh-Peyker Kösem Sultân       | Griega                                 | Reinado de Murad: 10 de septiembre de 1623 | Reinado de Murad: 9 de febrero de 1640 | 1589, Tinos, República de Venecia, actual Grecia                | 2 de septiembre de 1651, Estambul, Imperio Otomano                                          | Ahmed I           | Murad IV                  |
| Reinado de Ibrahim: 9 de febrero de 1640 | Vâlide-i Muazzama Mâh-Peyker Kösem Sultân       | Griega                                 | Reinado de Ibrahim: 8 de agosto de 1648 | Ibrahim I | 1589, Tinos, República de Venecia, actual Grecia                | 2 de septiembre de 1651, Estambul, Imperio Otomano                                          | Ahmed I           |                           |
|                                          | Vâlide-i Cetvel Turhan Hatice Sultan            | Russo                                  | 8 de agosto de 1648 | 4 de agosto de 1683 | 1627/1628 Rutenia                                               | 4 de agosto de 1683, Estambul, Imperio Otomano                                              | Ibrahim I         | Mehmed IV                 |
|                                          | Vâlide Sâliha Dil-Âşûb Sultân                   | Serbia                                 | 8 de noviembre de 1687 | 4 de noviembre de 1690 | 1626, ¿Serbia?                                                  | 4 de diciembre de 1689, Estambul, Imperio Otomano                                           | Ibrahim I         | Süleyman II               |
|                                          | Haseki Hatice Mû'azzez Sultân                   | República de las dos Naciones o Polaca | Falleció 4 años antes de que su hijo Ahmed II ascendiera al trono Otomano en 1691,aún fallecida Hatice Muazzez recibió el título de Valide Sultan al ascender su hijo, el cual la respetaba y apreciaba mucho.                             | Falleció 4 años antes de que su hijo Ahmed II ascendiera al trono Otomano en 1691,aún fallecida Hatice Muazzez recibió el título de Valide Sultan al ascender su hijo, el cual la respetaba y apreciaba mucho.                             | 1628, República de las dos Naciones o Polonia                   | 12 de septiembre de 1687Constantinopla, Imperio otomano                                     | Ibrahim I         | Ahmed II                  |
|                                          | Vâlide Meh-Pâre Emetullah Râbi'a Gül-Nûş Sultân | Griega                                 | Reinado de Mustafá: 6 de febrero de 1695 | Reinado de Mustafá: 22 de agosto de 1703 | 1642, Rethymno, Grecia                                          | 5 de noviembre de 1715 Estambul,Imperio otomano                                             | Mehmed IV         | Mustafá II                |
| Reinado de Ahmed: 22 de agosto de 1703   | Vâlide Meh-Pâre Emetullah Râbi'a Gül-Nûş Sultân | Griega                                 | Reinado de Ahmed: 5 de noviembre de 1715 | Ahmed III | 1642, Rethymno, Grecia                                          | 5 de noviembre de 1715 Estambul,Imperio otomano                                             | Mehmed IV         |                           |
|                                          | Vâlide Sâliha Sebkat-î Sultân                   | Serbia                                 | 20 de septiembre de 1730 | 21 de septiembre de 1739 | 1680, Serbia                                                    | 21 de septiembre de 1739, Estambul , Imperio Otomano                                        | Mustafá II        | Mahmud I                  |
|                                          | Vâlide Şâh-Süvar Sultân                         | Circasiana o Serbia                    | 13 de diciembre de 1754 | 27 de abril de 1756 | c.1682, Serbia o Circasia                                       | 27 de abril de 1756Palacio de Topkapı, Constantinopla, Imperio Otomano                      | Mustafá II        | Osmán III                 |
|                                          | Emine Mihr-î-Şâh Kadın                          | Francés                                | Falleció 40 años antes de que su hijo Mustafá III ascendiera al trono Otomano en 1757, por lo cual no pudo ser Valide Sultan para su hijo.                                                                                                 | Falleció 40 años antes de que su hijo Mustafá III ascendiera al trono Otomano en 1757, por lo cual no pudo ser Valide Sultan para su hijo.                                                                                                 | c.1693, Francia                                                 | abril de 1730Palacio Eski, Plaza Beyazıt, Constantinopla, Imperio Otomano                   | Ahmed III         | Mustafá III               |
|                                          | Râbi'a Şerm-î Kadın                             | Francés o Húngaro                      | Falleció 42 años antes de que su hijo Abdülhamid I ascendiera al trono Otomano en 1774, por lo cual no pudo ser Valide Sultan para su hijo.                                                                                                | Falleció 42 años antes de que su hijo Abdülhamid I ascendiera al trono Otomano en 1774, por lo cual no pudo ser Valide Sultan para su hijo.                                                                                                | c.1698, Francia o Hungría                                       | c.1732, Palacio Eski, Plaza Beyazıt, Constantinopla, Imperio Otomano                        | Ahmed III         | Abdülhamid I              |
|                                          | Vâlide Mihr-î-Şâh Sultân                        | Georgiano                              | 6 de abril de 1789 | 16 de octubre de 1805 | 1745, Georgia                                                   | 16 de octubre de 1805 Palacio de Topkapi, Estambul, Imperio Otomano                         | Mustafá III       | Selim III                 |
|                                          | Vâlide Ayşe Sine-Pervar Sultân                  | Búlgaro                                | 29 de mayo de 1807 | 28 de julio de 1808 | 1760, Bulgaria                                                  | 11 de diciembre de 1828Constantinopla, Imperio Otomano                                      | Abdülhamid I      | Mustafá IV                |
|                                          | Vâlide Nakş-î-Dil Sultân                        | Georgiano                              | 28 de julio de 1808 | 22 de agosto de 1817 | c.1761, Georgia                                                 | 22 de agosto de 1817, Palacio Beşiktaş, Constantinopla, Imperio Otomano                     | Abdülhamid I      | Mahmud II                 |
|                                          | Vâlide Bezm-î Âlem Sultân                       | Georgiana                              | 2 de julio de 1839 | 2 de mayo de 1853 | c.1807, Georgia bajo el imperio Ruso                            | 2 de mayo de 1853 Palacio de Dolmabahçe o Palacio Beşiktaş, Constantinopla, Imperio Otomano | Mahmud II         | Abdúlmecit I              |
|                                          | Vâlide Pertav-Nihâl Sultân                      | Rumano Valaco                          | 25 de junio de 1861 | 30 de mayo de 1876 | c,1810, Valaquia, Rumania                                       | 26 de enero de 1884, Palacio de Ortaköy, Ortaköy, Constantinopla, Imperio Otomano           | Mahmud II         | Abdülaziz I               |
|                                          | Vâlide Şevk-Efzâ Sultân                         | Circasiano                             | 30 de mayo de 1876 | 31 de agosto de 1876 | 12 de diciembre de 1820, Circasia                               | 17 de septiembre de 1889, Palacio de Çırağan, Ortaköy, Estambul, Imperio Otomano            | Abdülmecit I      | Murad V                   |
|                                          | Tîr-î-Müjgan Kadın                              | Caucásico o Circasiano                 | Falleció 10 años antes de que su hijo Abdül hamid II ascendiera al trono Otomano en 1876, por lo cual no pudo ser Valide Sultan para su hijo.                                                                                              | Falleció 10 años antes de que su hijo Abdül hamid II ascendiera al trono Otomano en 1876, por lo cual no pudo ser Valide Sultan para su hijo.                                                                                              | 16 de octubre de 1819 Circasia o Cáucaso septentrional          | 3 de octubre de 1852 Beylerbeyi Sarayı o Palacio Feriye, Constantinopla, Imperio Otomano    | Abdülmecit I      | Abdúl Hamid II            |
|                                          | Vâlide Rahîme Pîristû Sultân                    | Ruso Circasiano                        | 31 de agosto de 1876 | c.1906 | c.1830, Circasia                                                | c.1906, Palacio Maçka, Maçka, Estambul, Imperio Otomano                                     | Abdülmecit I      | Abdülhamid II             |
|                                          | Gül-Cemâl Kadın                                 | Bosnio                                 | Falleció 58 años antes de que su hijo Mehmed V ascendiera al trono Otomano en 1909, por lo cual no pudo ser Valide Sultan para su hijo. | Falleció 58 años antes de que su hijo Mehmed V ascendiera al trono Otomano en 1909, por lo cual no pudo ser Valide Sultan para su hijo. | c,1826, Sarajevo, Bosnia                                        | 29 de noviembre de 1851, Palacio de Topkapi, Constantinopla, Imperio Otomano                | Abdülmecit I      | Mehmed V                  |
|                                          | Gül-İstü Kadın                                  | Abjasio                                | Falleció 58 años antes de que su hijo Mehmed VI ascendiera al trono otomano en 1918, no pudo ser Valide Sultan para su hijo. Tras la ausencia de una Valide en el palacio el título fue oficialmente abolido junto con el imperio en 1922. | Falleció 58 años antes de que su hijo Mehmed VI ascendiera al trono otomano en 1918, no pudo ser Valide Sultan para su hijo. Tras la ausencia de una Valide en el palacio el título fue oficialmente abolido junto con el imperio en 1922. | 1830, Principado de Abjasia                                     | c,1861, Palacio Eyüp, Eyüp, Constantinopla (ahora Estambul), Imperio Otomano                | Abdülmecit I      | Mehmed VI                 |